# از قیطریه تا اورنج کانتی
از قیطریه تا اورنج کانتی آخرین کتاب حمیدرضا صدر، محقق و پژوهشگر سینما و فوتبال بود که بعد از مهاجرتش به اورنج کانتی در آمریکا نوشت. او بعد از آگاهی از سرطان خود و مهاجرتش به آمریکا در سال ۹۷ شروع به نوشتن این کتاب کرد. صدر از خانواده‌اش خواسته بود تا بعد از مرگش این کتاب را منتشر کنند. مدتی بعد از مرگ وی در ۲۵ تیر سال ۱۴۰۰ خورشیدی، این کتاب در شهریور همان سال توسط نشر چشمه چاپ شده و راهی بازار شد.
صدر در این کتاب از علاقه خود به زندگی، فوتبال و سینما سخن می‌گوید و از چالش‌ها و اتفاقاتی که بعد از مبتلا شدنش به بیماری سرطان با آن در گریبان بود صحبت می‌نمایند.  به گفته‌ی دختر او، غزاله صدر، عنوان نخست این کتاب، از تهران تا اورنج کانتی، برخلاف مسیر آب بود که به دلیل نامعلومی، تهران به قیطریه تغییر کرد و  قسمت برخلاف مسیر آب نیز حذف شد. لازم است ذکر شود که بخش‌های انتهایی این کتاب را که شامل روایت یک سال و نیم پایانی عمر حمیدرضا صدر می‌شود، را غزاله صدر نوشته‌است.

## قسمتی از کتاب
ای داد که چه سفری پیش رو داری، پسر جان. سفری متفاوت از سفر های پیشین. سفری بدون سرخوشی، سفری بدون خنده. سفری بی‌بازگشت. سفری با پرسش‌های پیش پا افتاده: حقیقت زندگی در سلامتی است یا بیماری؟ از دست دادن مهم‌تر است یا به دست آوردن؟ امید قوی‌تر است یا نومیدی؟ فقدان چیست و وفور کدام است؟
همه چیز از سرفه‌های حین خواب شروع شد. مگر نه این که بسیاری از چیزهای مهم حین خواب شروع شده‌اند؟ مگر نه این که رخدادهای بزرگ از دل کوچک‌ترین وقایع برآمده‌اند؟ مگر نه اینکه پیشامدهای بد بی‌خبر در خانه را کوبیده‌اند؟
پیشامدها شبیه بادند، آمدنشان را نمی‌بینید. موی‌تان ناگهان تکان می‌خورد و خزیدن باد را بر چشم‌ها و صورت‌تان احساس می‌کنید. آمدن بیماری را نمی‌بینید و متوجه نمی‌شوید که چگونه سرما خورده‌اید. نمی‌فهمید که چگونه یک ویروس چگونه نشانه‌تان گرفته. خبر ندارید که یک تومور کوچک از سال‌ها پیش در بدنتان پرسه زده و همین روز هاست که خدمتتان برسد.
عکسی از ریه‌ات گرفته‌ای، به ملاقات پزشک شتافته‌ای. در روزهای سرخوشی و سر به سر گذاشتن‌ها. با خنده و شوخی. اما گرفتار شده‌ای. اسیر. به بند آمده. مستاصل. بیمار شده‌ای. بیماری یعنی محدود شدن راه‌های پیش رو. یعنی بسته شدن مسیرهای تا پیش از این باز. یعنی تردید در برابر گزینه‌های کم شمار. یعنی بدل شدن به پرسشی بی‌پاسخ.

به سفری دوازده هزار کیلومتری خواهی رفت. سفری آمیخته با جان کندن‌های دم‌ها و بازدم‌ها. بی‌خبر و ساده از این سوی جهان تا آن سو خواهی رفت تا چشم در چشم هیولا بدوزی. از قیطریه تهران تا اورنج کانتی کالیفرنیا. از خانه تا غربت. از امروز تا فردا. جان خواهی کند رویاهایت را به خاطر بسپری و حفظ‌شان کنی. روز به روز. شب به شب. 

## واکنش‌ها
مهدی یزدانی خرم (نویسنده و منتقد ادبی) دربارهٔ انتشار این کتاب می‌گوید:
«در طی این سه سال با تأکید ایشان خبری دربارهٔ بیماری‌شان منتشر نشد. وقتی دکتر صدر فهمیدند بیماری پیشرفته‌ای دارند و برای درمان بیماری به آمریکا می‌روند با ما صحبت کردند که دربارهٔ این بیماری و روزهایی که با این بیماری طی خواهند کرد می‌خواهند کتابی بنویسند و شرط‌شان این بود که این کتاب بعد از مرگ‌شان منتشر شود. در طی این سال‌ها یادداشت‌هایشان را نوشتند و وصیت کردند که فصل آخر را دخترشان بنویسد و این فصل که دخترشان غزاله صدر نوشتند فوق‌العاده تکان دهنده و شامل لحظات آخر دکتر و آنچه باهم گذراندند است. این کتاب چند روز بعد از درگذشت‌شان تکمیل و به من و نشر چشمه تحویل داده شد. این کتابی تلخ است و ارزش ادبی بالایی دارد. و من خیلی کم دیدم در ایران آدمی این چنین بی‌واسطه و قدرتمند با بیماری خودش روبرو بشود و در متن به مقابله باهاش برود و در موردش حرف بزند. این کتاب به شدت تأثیرگذار است و ارزش روایی منحصر به فردی دارد.»
رضا کیانیان (بازیگر) در مراسم سالگرد درگذشت حمیدرضا صدرمیگوید :
این کتاب اصلا شبیه غم نامه نیست بلکه شبیه فتح نامه است، به نظرم حمید و داوود امیری کارسینوما را با مرگ شکست دادند و مسخره اش کردند. چه کسی می تواند وقتی سرطان تمام وجودش را گرفته است، غمگین نباشد؟ ولی چرا یک نفر تا آن لحظه آخر مقاومت می کند؟ داوود دوست من تا دو روز آخر داشت ورزش می کرد. راستش با دیدن این دو نفر یاد بابک خرمدین هم افتادم که به دار شد، آنقدر آنجا ماند که تمام پرندگان بدن او را خوردند. سوال این است که آیا بابک خرمدین شکست خورد یا خلیفه عباسی که او را به دار کرد؟ به نظرم خلیفه عباسی شکست خورد. کارسینوما شبیه خلیفه شد و صدر شبیه خرمدین. من هیچ وقت فکر نمی کنم حمیدرضا صدر مرده است، برای داوود هم چنین تصوری دارم. هر کجا می روم نشانه های این عزیزان را می بینم.